# موریتز تاولو
موریتز تاولو (انگلیسی: Moritz Christian Julius Thaulow; ۱۹ نوامبر ۱۸۱۲ – ۲۰ ژوئیهٔ ۱۸۵۰) شیمی‌دان اهل نروژ بود.